# Адемар Есмен
Жан Поль Іпполіт Емманюель Адемар Есмен (фр. Jean Hippolyte Emmanuel Esmein; 1 лютого 1848, м. Туверак, деп. Шаранта — 21 липня 1913, Париж) — французький юрист в області історії права і державного права, член французької Академії моральних і політичних наук з 1904.

## З творчої біографії
- 1872 — Закінчив факультет права Паризького університету.
- 1875—79 викладав кримінальне право та історію права на факультеті права університету м. Дує.
- 1880—81 читав курс промислового права;
- 1881—88 — викладав загальну історію французького права;
- У 1889 р була створена в юридичних факультетах особлива кафедра історії французького права і сучасного державного права Франції, яку Есмен і зайняв в Парижі.
- З 1898 року до своєї смерті він також викладав канонічне право в École pratique des hautes études (Практична школа вищих студій). У 1904 році він став членом Інституту Франції.

Погляди
Есмен дотримувався поглядів про необхідність конституційної відповідальності президента (глави держави). У зв'язку з цим вчений писав, що з принципу народного самодержавства логічно випливає необхідність повної відповідальності кожного народного представника за всі дії, вчинені ним під час виконання своїх обов'язків.

## Праці
- A. Chopplet, Adhémar Esmein et le droit constitutionnel de la liberté
- Daniel Touzaud, Adhémar Esmein. Notice sur sa vie et ses œuvres (1913) Texte en ligne [Архівовано 3 березня 2016 у Wayback Machine.]
- Collectif, " Hommage à Adhémar Esmein " in revue Méditerranées, 22/23, 2000.
- Guillaume Sacriste, " Droit, histoire et politique en 1900. Sur quelques implications politiques de la méthode du droit constitutionnel à la fin du XIXe siècle " in Revue d'histoire des sciences humaines, 4, 2001/1 Texte en ligne [Архівовано 22 жовтня 2018 у Wayback Machine.]
- Stéphane Pinon, «Regard critique sur les leçons d'un „maître“ du droit constitutionnel: Le cas Adhémar Esmein» in Revue du Droit Public et de la science politique en France et à l'étranger (RDP), 1, 2007, P.-183.
- S. Pinon et P.-H. Prélot (dir.), Le droit constitutionnel d'Adhémar Esmein, Montchrestien, coll. " Les grands colloques ", janvier 2009. (Actes du colloque organisé à l'Université de Cergy-Pontoise le 26 janvier 2007).
- J. Boudon, Une doctrine juridique au service de la République ? La figure d'Adhémar Esmein, in «Historia et ius», n. 2/2012, paper 1 Texte en ligne [Архівовано 6 листопада 2018 у Wayback Machine.]